# زيزفورة رمادية
زيزفورة رمادية (الاسم العلمي:Ziziphora clinopodioides) هي نوع من النباتات يتبع جنس الزيزفورة من الفصيلة الشفوية.

## اسم علمي مرادف
- Ziziphora canescens Benth.